# Ball de Malcasats
El Ball de Malcasats és un ball parlat popular. El ball consisteix a explicar "les veritats" a les autoritats. Els temes que tracten, en format verset, són d'actualitat, malsonants... amb toc de sàtira i gràcia.
Actualment els balls actius són:
- Ball de Malcasats de Vilafranca del Penedès
- Ball de Malcasats del Vendrell
- Ball de Malcasats de Torredembarra
- Ball de Criades de Sitges
- Dames i Vells de Tarragona
- Dames i Vells de Reus
- Dames i Vells de Constantí
- Ball de Malcasats de Vilanova i la Geltrú on surt per Carnaval.